# Большое Чусовское (озеро)
Большое Чусовское — озеро на Среднем Урале, в Верхнеуфалейском городском округе Челябинской области России. Площадь поверхности — 1,36 км². Высота над уровнем моря — 399 м. Объём воды — 0,018 км³.
Относится к бассейну реки Камы.
Из озера вытекает река Чусовая, носящая в этих местах название Полдневая Чусовая (по другим данным, Полдневая Чусовая вытекает из Малого Чусовского озера, а уже потом впадает в Большое Чусовское и далее вытекает из него ).
В двух километрах к югу находится Малое Чусовское озеро, выше которого — исток реки Чусовой. Нет единого мнения, как определяется исток этой реки. В ряде публикаций предлагается считать истоком реки родник у деревни Сельки. Другое мнение состоит в том, что Чусовая вытекает из озера Сурны, а затем проходит через Малое и Большое Чусовское озеро. На берегу озера расположен посёлок Чусовской.